# Nkolmetet
Nkolmetet ist eine Gemeinde im Département Nyong-et-So’o in der Region Centre in Kamerun.

## Geografie
Nkolmetet liegt im Südwesten Kameruns, etwa 40 Kilometer südöstlich der Hauptstadt Yaoundé.

## Verkehr
Nkolmetet liegt an der Nationalstraße N9.

## Galerie

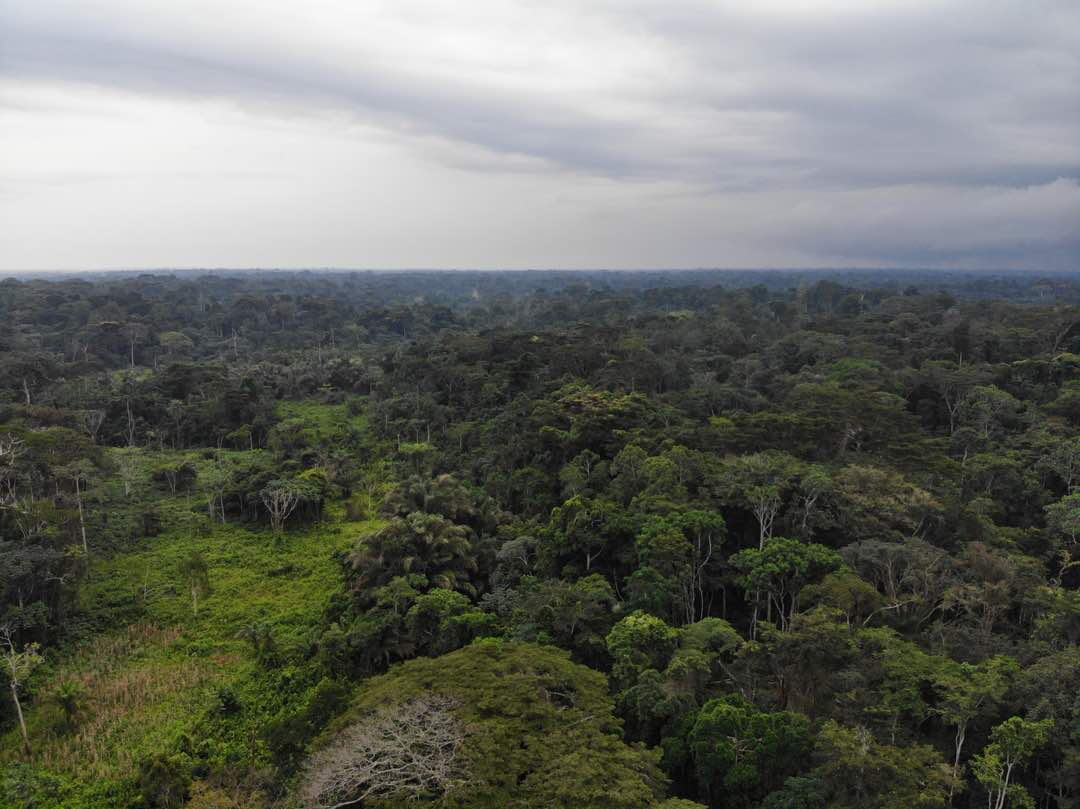
Wald bei Nkolmetet
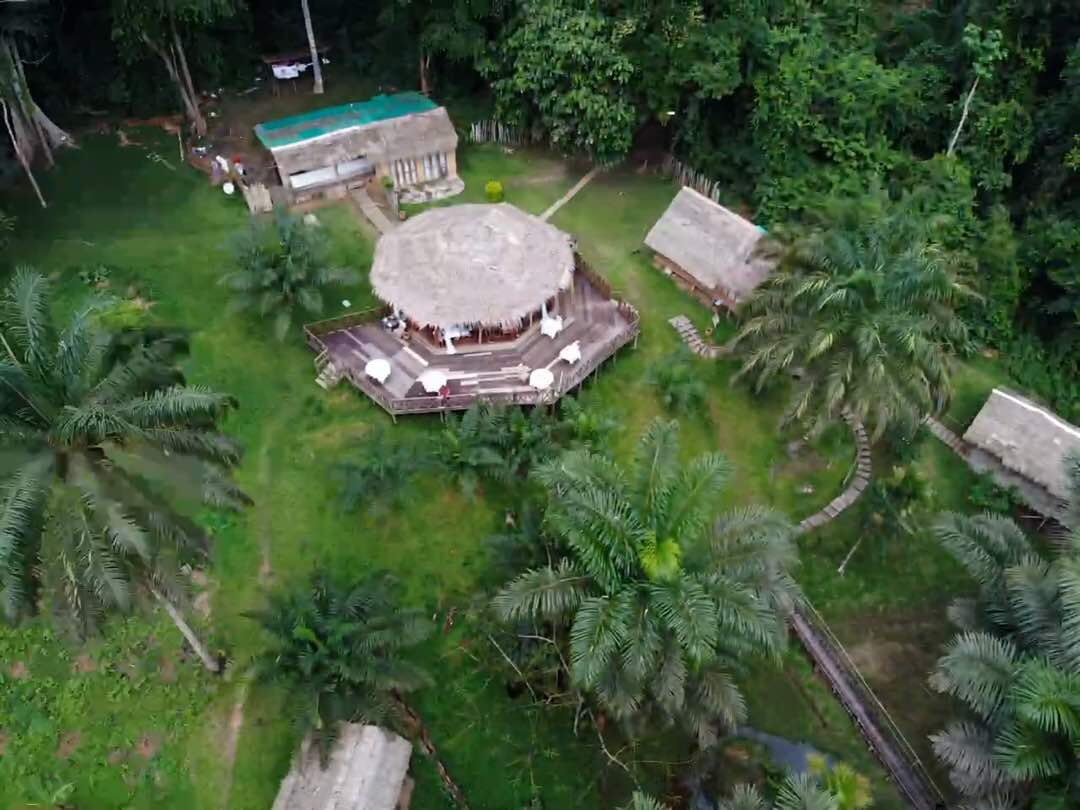
Lodge im Wald
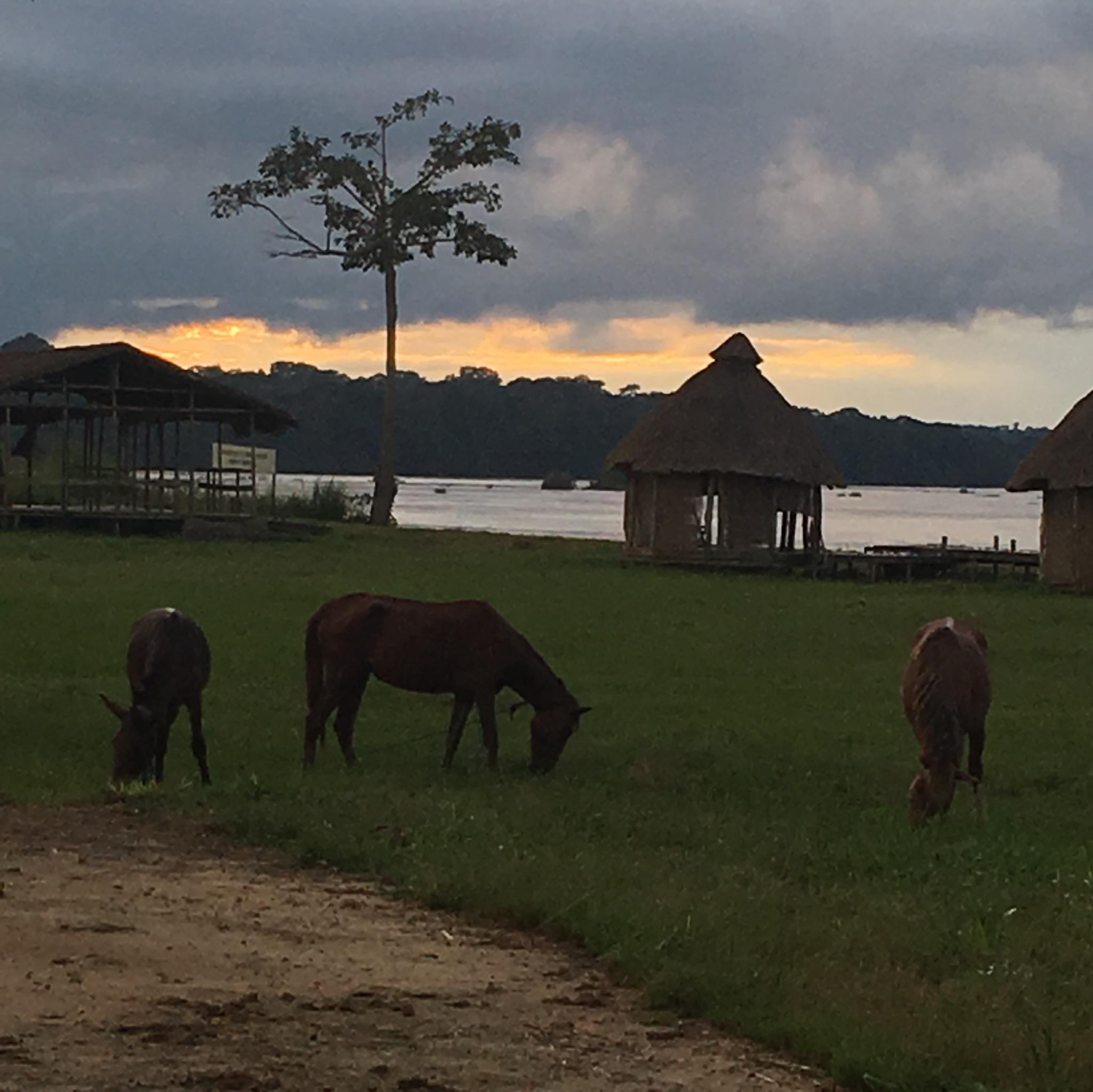
Pferde weiden
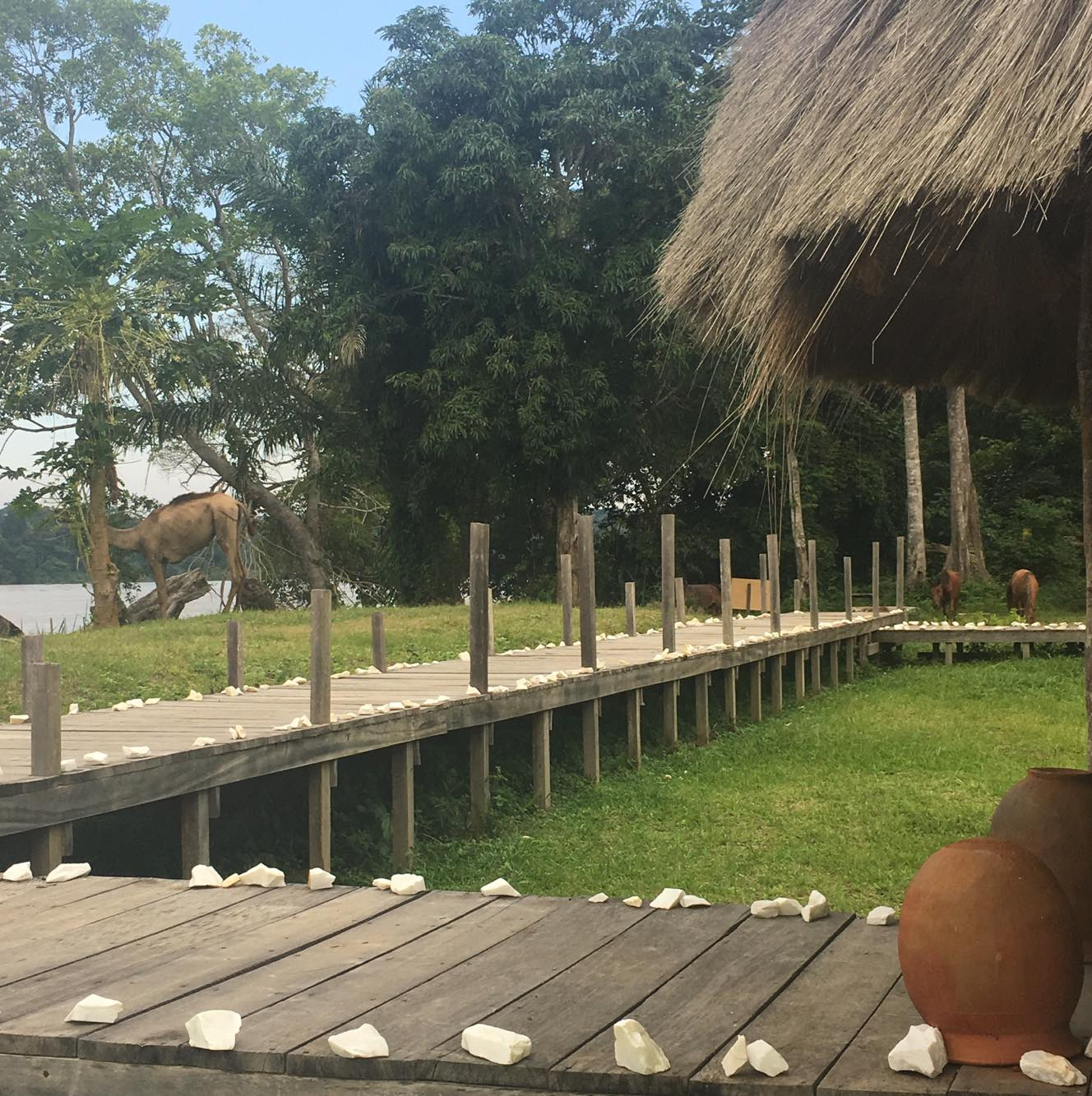
Pferde im Wald
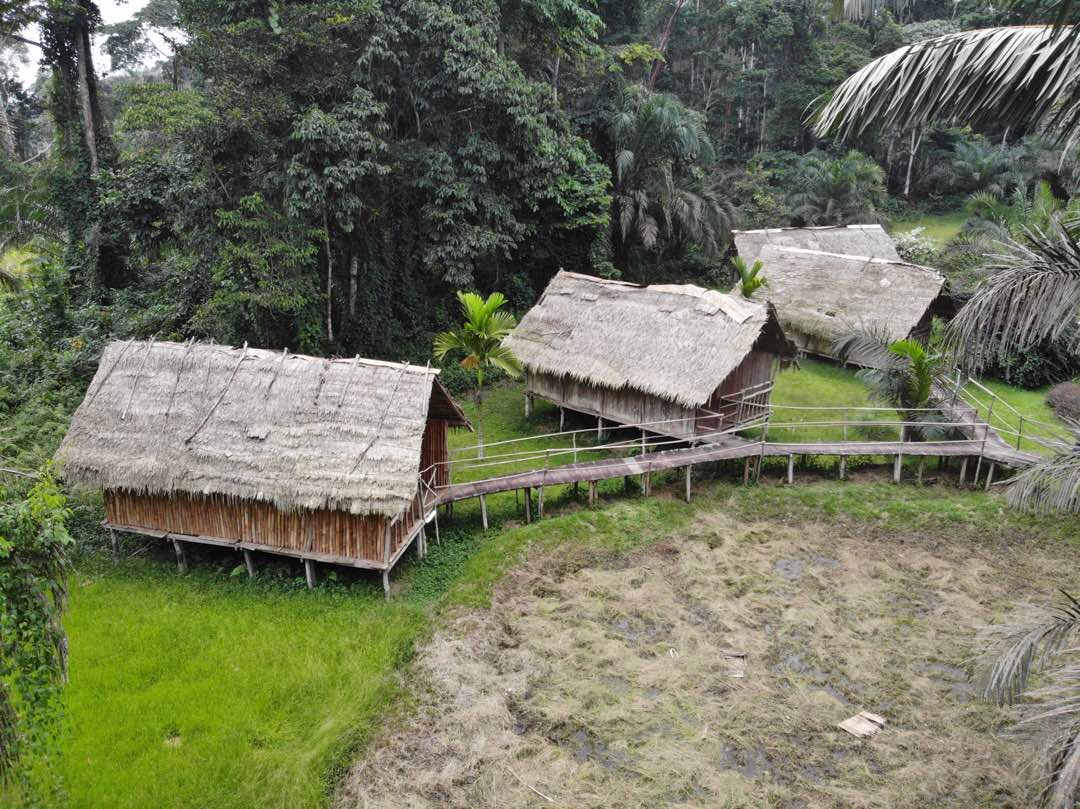
Hütten der Lodge
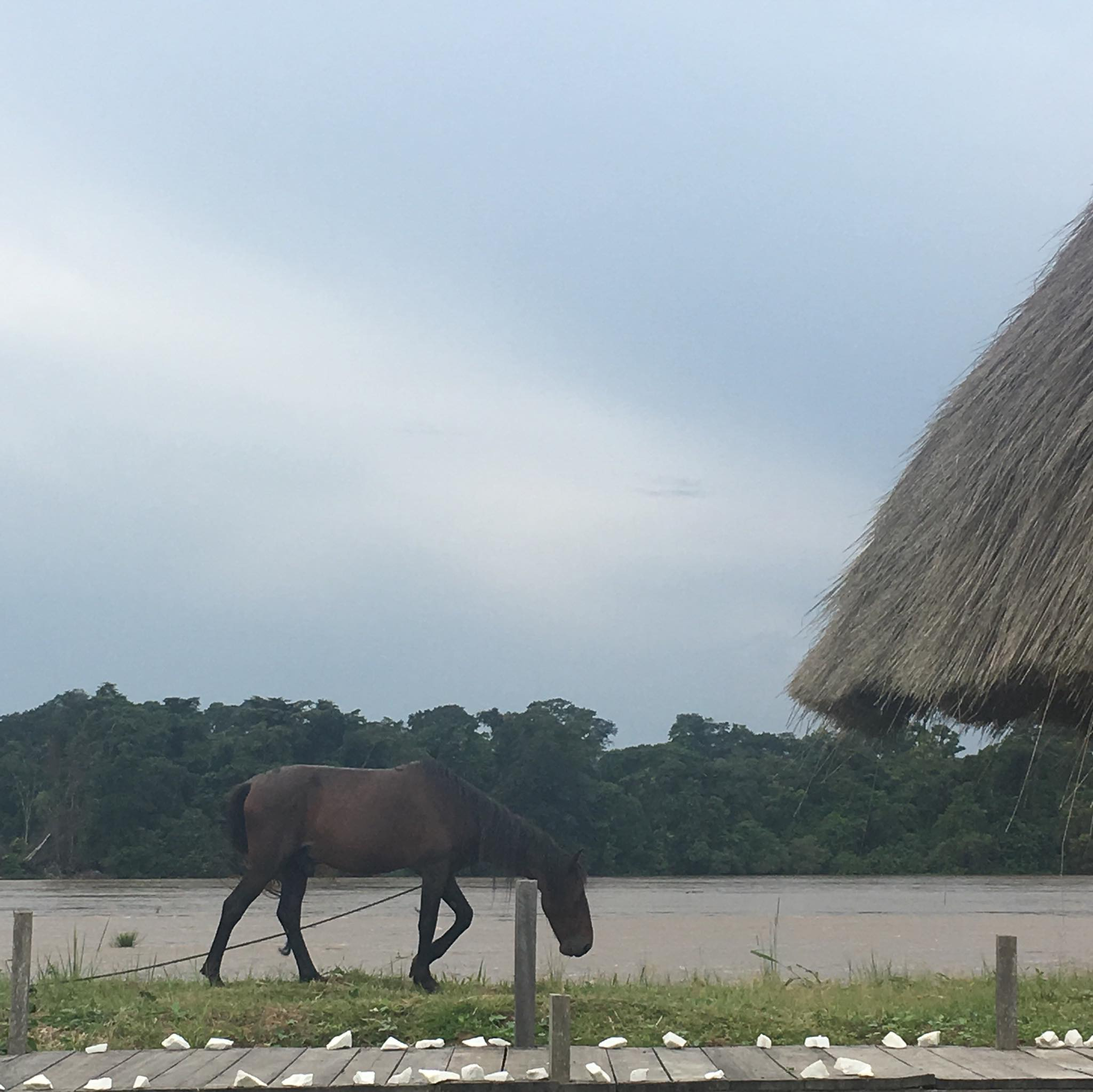
Pferde im Nkolmetet